# Frauenkogel (Straßengel, Graz)
Frauenkogel är ett berg i Österrike.   Det ligger i distriktet Graz-Umgebung och förbundslandet Steiermark, i den östra delen av landet, 140 km sydväst om huvudstaden Wien. Toppen på Frauenkogel är 714 meter över havet, eller 20 meter över den omgivande terrängen. Bredden vid basen är 0,42 km.
Terrängen runt Frauenkogel är huvudsakligen lite kuperad. Runt Frauenkogel är det mycket tätbefolkat, med 1 692 invånare per kvadratkilometer.. Närmaste större samhälle är Graz, 8,4 km sydost om Frauenkogel. 
Runt Frauenkogel är det i huvudsak tätbebyggt.